# Julia Albrecht (Regisseurin)
Julia Albrecht (* 1967 in Hamburg) ist eine Filmregisseurin, Autorin und Editorin von Dokumentar- und Spielfilmen und von multimedialen Installationen.

## Leben
Julia Albrecht studierte zunächst Musik und arbeitete als Regieassistentin für internationale Produktionen im Theater und Tanztheater (Frank Castorf, Robert Wilson, Thierry Salmon, Ea Sola, Chandralekha u. a.) Mit dem Kameramann Busso von Müller studierte sie an der Deutschen Film- und Fernsehakademie in Berlin und arbeitete eng mit ihm zusammen. Sie realisierte multimediale Installationen, Spielfilme und Dokumentarfilme mit einem Schwerpunkt auf Themen aus China, Hongkong und Vietnam. Nach dem Tod Busso von Müllers setzte sie ihre Arbeit insbesondere an künstlerischen Kino-Dokumentarfilmen fort.
Julia Albrecht initiierte außerdem ein Dokumentarfilm-Projekt für Kinder und geflüchtete Jugendliche und drehte mit ihnen dokumentarische Filme über ihre Lebenswirklichkeit. 
Sie ist Mitglied der AG DOK Deutschland und lehrte u. a. an der Deutschen Film- und Fernsehakademie Berlin (DFFB) und an internationalen Sommerakademien für Dokumentarfilme. Daneben ist sie als Jurymitglied bei Dokumentarfilmfestivals tätig. 
Albrecht war mit Busso von Müller verheiratet und hat mit ihm eine Tochter, mit der sie in Berlin lebt.
Im Mai 2025 eröffnete ihr Film Friendly Fire das DOK.fest 2025 in München. Darin geht es um den Regisseur Klaus Fried, der sich auf Spurensuche zu seinem Vater Erich Fried begibt.

## Werk
Im Mittelpunkt von Julia Albrechts Filmen stehen Fragen der Globalisierung und wie sich die fundamentalen Veränderungen unserer Zeit auf das Leben jedes Einzelnen auswirken. In ihrer Arbeit entwickelt sie eine eigene künstlerische Form, mit der sie die Lebensgeschichten Einzelner mit politischen, historischen und ästhetischen Erzählungen verflicht und so einen größeren filmischen Raum schafft. Sie sucht nach neuen Arbeitsweisen und Ausdrucksformen, mit denen sie – etwa in Form des Dialogischen und durch die Arbeit mit Perspektivwechseln – die Komplexität heutiger Lebenswelten darstellbar zu machen versucht.

## Filmografie (Auswahl)
- 1997: Der Redenschreiber (The Speechwriter) (Spielfilm)
- 2001: Chapters of Hong Kong (Dokumentarfilm)
- 2001: Six Minutes Hong Kong (Dokumentar-Kurzfilm)
- 2001: Badolato – Hoffen auf ein Wunder (Dokumentarfilm, Montage) – Regie: Jan Ralske
- 2003: Good Morning Hanoi (Dokumentarfilm)
- 2003: Happy Family  (Dokumentarfilm, Montage) – Regie: Heesook Sohn
- 2005–2007: Hanoi Transformation (Multimedia Installation)
- 2009: Shanghai fiction (Dokumentarfilm)
- 2016: DOX machen Schule (Kinder machen Dokumentarfilm)
- 2017: DOXconnects (geflüchtete Jugendliche machen Dokumentarfilm)
- 2023: Be water – Voices from Hong Kong (Dokumentarfilm)
- 2025: Friendly Fire (Dokumentarfilm, mit Klaus Fried)